# Філіпп Візінгер
Філіпп Візінгер (нім. Philipp Wiesinger, нар. 23 травня 1994, Зальцбург) — австрійський футболіст, захисник клубу ЛАСК (Лінц).
Виступав, зокрема, за клуб «Ліферінг».

## Ігрова кар'єра
Народився 23 травня 1994 року в місті Зальцбург. Вихованець футбольної школи клубу «Ред Булл».
У дорослому футболі дебютував 2012 року виступами за команду «Аніф», в якій провів один сезон, взявши участь у 26 матчах чемпіонату.
Своєю грою за цю команду привернув увагу представників тренерського штабу клубу «Ліферінг», до складу якого приєднався 2013 року. Відіграв за команду із Зальцбурга наступні три сезони своєї ігрової кар'єри. Більшість часу, проведеного у складі «Ліферінга», був основним гравцем захисту команди.
Протягом 2016—2017 років захищав кольори клубу «Пашинг».
До складу клубу ЛАСК (Лінц) приєднався 2016 року. Станом на 14 березня 2020 року відіграв за команду з Лінца 67 матчів в національному чемпіонаті.